# Кубанські лимани
Кубанські лимани — величезний масив лагуних і заплавних водойм, розташованих в гирлової області Кубані (Анапський, Темрюцький, Слов'янський, Приморсько-Ахтарський, Кримський і Красноармійський райони Краснодарського краю).
- Загальна площа акваторії близько 1300 км².
- Глибина від 0,5 до 2,5 м.

Кубанські лимани утворилися в процесі формування дельти найбільшої водної артерії Північного Кавказу, що виникла на місці морської Давньокубанської затоки, який простирался від Анапи до Мар'їнської і Приморсько-Ахтарська. Провідними етапами цього процесу були відгалуження затоки черепашковою косою від Чорного й Азовського морів і заповнення його наносами єриків і гирл Кубані. Прирічищні низки водотоків розбили колись суцільну морську затоку на складну мережу замкнутих мілководних водойм — лиманів, які одні виявилися поблизу моря (лагуні лимани) а інші — далеко від нього (заплавні лимани). Головним джерелом живлення останніх стала р. Кубань.
Стосовно до морям Кубанські лимани діляться на Чорноморські і Азовські. Межа між ними проходить по Старотитарівській височині Таманського півострова.
За своїм розташуванням в межах дельти Кубанські лимани діляться на три системи (Таманську, Центральну і Ахтарсько-Гривенську), куди входять головним чином лагуні водойми, і дві відокремлені групи (Закубанська і Чебургольська), утворені пойменними водоймами. Кожна система і групи лиманів характеризується особливої морфологією і морфометрією, гідрохімічним режимом і режимом живлення, флорою і фауною.
Кубанські лимани мають важливе промислове, нерестово-виростне, водогосподарське і рибальсько-мисливське значення.